# Pillham
Pillham ist ein Gemeindeteil des Marktes Ruhstorf an der Rott im niederbayerischen Landkreis Passau.

## Lage
Pillham liegt etwa zwei Kilometer nordwestlich von Ruhstorf, mit dem es durch Siedlungen entlang der Pillhamer Straße weitgehend zusammengewachsen ist.

## Geschichte
Um 1140 werden „Meinhart et frater eius Chunrat de pillinhaim“ erwähnt. Der Adelssitz ist ab der zweiten Hälfte des 14. Jahrhunderts als Hofmark bezeugt. Seit 1400 traten die Ekker als Hofmarksherren auf, die bis zu ihrem Aussterben 1503 im Besitz der Hofmark blieben. Weitere Inhaber waren später die Tißlinger, die Roß und ab 1601 die Riederer zu Paar, die sich alsbald Riederer zu Pillham nannten und ein gutes Jahrhundert die Hofmark besaßen. Johann Wigelaeus von Paar zu Pillham verkaufte 1703 Pillham an Johann Joseph Franz von Paumgarten. Die Grafen von Paumgarten blieben bis ins 19. Jahrhundert Hofmarksherren.
Um den laufenden Einquartierungen durch Truppen in den Napoleonischen Kriegen zu entgehen, ließ Graf Paumgarten das Schloss Pillham 1809 abreißen. An der Stelle des Schlosses wurde ein zweigeschossiges Verwalterhaus erbaut. Aus der Hofmark ging das Patrimonialgericht II. Klasse Pillham hervor, welches am 30. Juli 1821 bestätigt wurde und bis zum Jahre 1848 bestand. Bereits im Gemeindeverzeichnis von 1824 ist Pillham ein Teil der Gemeinde Ruhstorf. Mit dem Aussterben der Familie Paumgarten in männlicher Linie ging Pillham durch Einheirat an die Freiherren von Lerchenfeld, die um 1870 die Brauerei modernisierten und vergrößerten. 1971 wurde die Brauerei an die Löwenbrauerei Passau verkauft, die sie 1977 stilllegte.

## Sehenswürdigkeiten
- Vom ehemaligen Schloss Pillham blieben bis heute ein einfaches Gutshaus und der Hof mit den landwirtschaftlichen Gebäuden, die zum Teil noch aus dem 18. Jahrhundert stammen. Das Gebäude wurde seit 1991 kontinuierlich für Wohnzwecke ausgebaut und vollständig saniert.

## Vereine
- Bergschützen Pillham e.V. Sie wurden 1952 gegründet.